# Heiltz-l'Évêque
Pour les articles homonymes, voir L'Évêque.
Heiltz-l'Évêque est une commune française, située dans le département de la Marne en région Grand Est.
Ses habitants sont appelés les Heiltzvêquiers.

## Géographie

### Localisation
Heiltz-l'Évêque se trouve au sud-est du département de la Marne, en région Grand Est. La commune appartient à la région agricole du Perthois.
La commune d'Heiltz-l'Évêque, traversée d'est en ouest par la Chée, s'étend sur une superficie de 943 hectares. Sur son territoire, l'altitude varie de 103 à 114 mètres.
Par la route, Heiltz-l'Évêque se situe à 48 km de Châlons-en-Champagne, préfecture de la Marne, à 37 km de Bar-le-Duc, préfecture de la Meuse, à 29 km de Saint-Dizier, principale ville de la Haute-Marne, à 18 km de Vitry-le-François, sa sous-préfecture de rattachement, et à 15 km de Sermaize-les-Bains, bureau centralisateur du canton de Sermaize-les-Bains dont dépend Heiltz-l'Évêque depuis 2015. La commune fait en outre partie du bassin de vie de Vitry-le-François.
Heiltz-l'Évêque est limitrophe de 9 communes :
| Changy    | Vavray-le-Grand, Vavray-le-Petit | Val-de-Vière         |
| Outrepont | Heiltz-l'Évêque                  | Jussecourt-Minecourt |
| Ponthion  | Le Buisson                       | Bignicourt-sur-Saulx |

### Hydrographie
La commune est dans la région hydrographique « la Seine de sa source au confluent de l'Oise (exclu) » au sein du bassin Seine-Normandie. Elle est drainée par la Chée, le Flancon, le Fossé Thomas, le canal 02 de la Louvière, le Fossé 01 de la commune de Heiltz-l'Évêque, le Fossé 01 de la commune du Buisson, le Fossé 01 des Mazes, le Fossé 01 des Prés de Bronne, le Fossé 03 de la commune de Heiltz-l'Évêque et divers autres petits cours d'eau,.
La Chée, d'une longueur de 69 km, prend sa source dans la commune de Seigneulles et se jette dans la Saulx à Vitry-en-Perthois, après avoir traversé 21 communes.

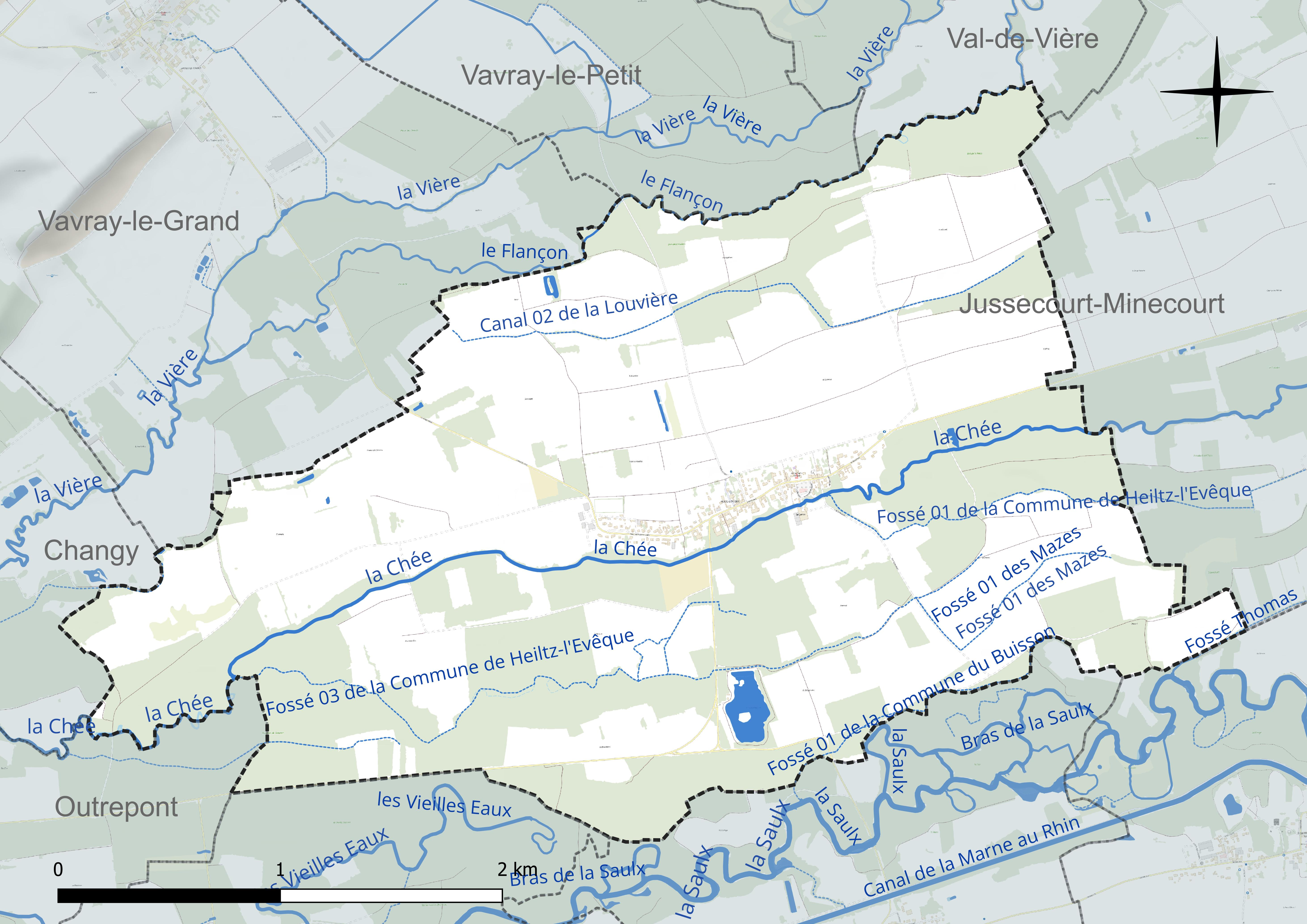
Réseau hydrographique d'Heiltz-l'Évêque.

Le Flancon, d'une longueur de 13 km, prend sa source dans la commune de Heiltz-le-Maurupt et se jette dans la Vière à Vavray-le-Grand, après avoir traversé sept communes.

### Climat
Pour des articles plus généraux, voir Climat du Grand Est et Climat de la Marne.
En 2010, le climat de la commune est de type climat océanique dégradé des plaines du Centre et du Nord, selon une étude du Centre national de la recherche scientifique s'appuyant sur une série de données couvrant la période 1971-2000. En 2020, Météo-France publie une typologie des climats de la France métropolitaine dans laquelle la commune est exposée à un climat océanique altéré et est dans la région climatique Nord-est du bassin Parisien, caractérisée par un ensoleillement médiocre, une pluviométrie moyenne régulièrement répartie au cours de l’année et un hiver froid (3 °C).
Pour la période 1971-2000, la température annuelle moyenne est de 10,3 °C, avec une amplitude thermique annuelle de 15,9 °C. Le cumul annuel moyen de précipitations est de 796 mm, avec 12,4 jours de précipitations en janvier et 8,6 jours en juillet. Pour la période 1991-2020, la température moyenne annuelle observée sur la station météorologique de Météo-France la plus proche, « Frignicourt », sur la commune de Frignicourt à 14 km à vol d'oiseau, est de 11,5 °C et le cumul annuel moyen de précipitations est de 694,6 mm. 
La température maximale relevée sur cette station est de 41,7 °C, atteinte le 25 juillet 2019 ; la température minimale est de −22 °C, atteinte le 9 janvier 1985,,.
Les paramètres climatiques de la commune ont été estimés pour le milieu du siècle (2041-2070) selon différents scénarios d'émission de gaz à effet de serre à partir des nouvelles projections climatiques de référence DRIAS-2020. Ils sont consultables sur un site dédié publié par Météo-France en novembre 2022.

## Urbanisme

### Typologie
Au 1er janvier 2024, Heiltz-l'Évêque est catégorisée commune rurale à habitat dispersé, selon la nouvelle grille communale de densité à sept niveaux définie par l'Insee en 2022.
Elle est située hors unité urbaine. Par ailleurs la commune fait partie de l'aire d'attraction de Vitry-le-François, dont elle est une commune de la couronne,. Cette aire, qui regroupe 73 communes, est catégorisée dans les aires de moins de 50 000 habitants,.

### Occupation des sols
L'occupation des sols de la commune, telle qu'elle ressort de la base de données européenne d’occupation biophysique des sols Corine Land Cover (CLC), est marquée par l'importance des territoires agricoles (60,3 % en 2018), en diminution par rapport à 1990 (61,5 %). La répartition détaillée en 2018 est la suivante : 
terres arables (41 %), forêts (36,5 %), prairies (16,1 %), zones agricoles hétérogènes (3,2 %), zones urbanisées (3 %), milieux à végétation arbustive et/ou herbacée (0,2 %). L'évolution de l’occupation des sols de la commune et de ses infrastructures peut être observée sur les différentes représentations cartographiques du territoire : la carte de Cassini (XVIIIe siècle), la carte d'état-major (1820-1866) et les cartes ou photos aériennes de l'IGN pour la période actuelle (1950 à aujourd'hui).

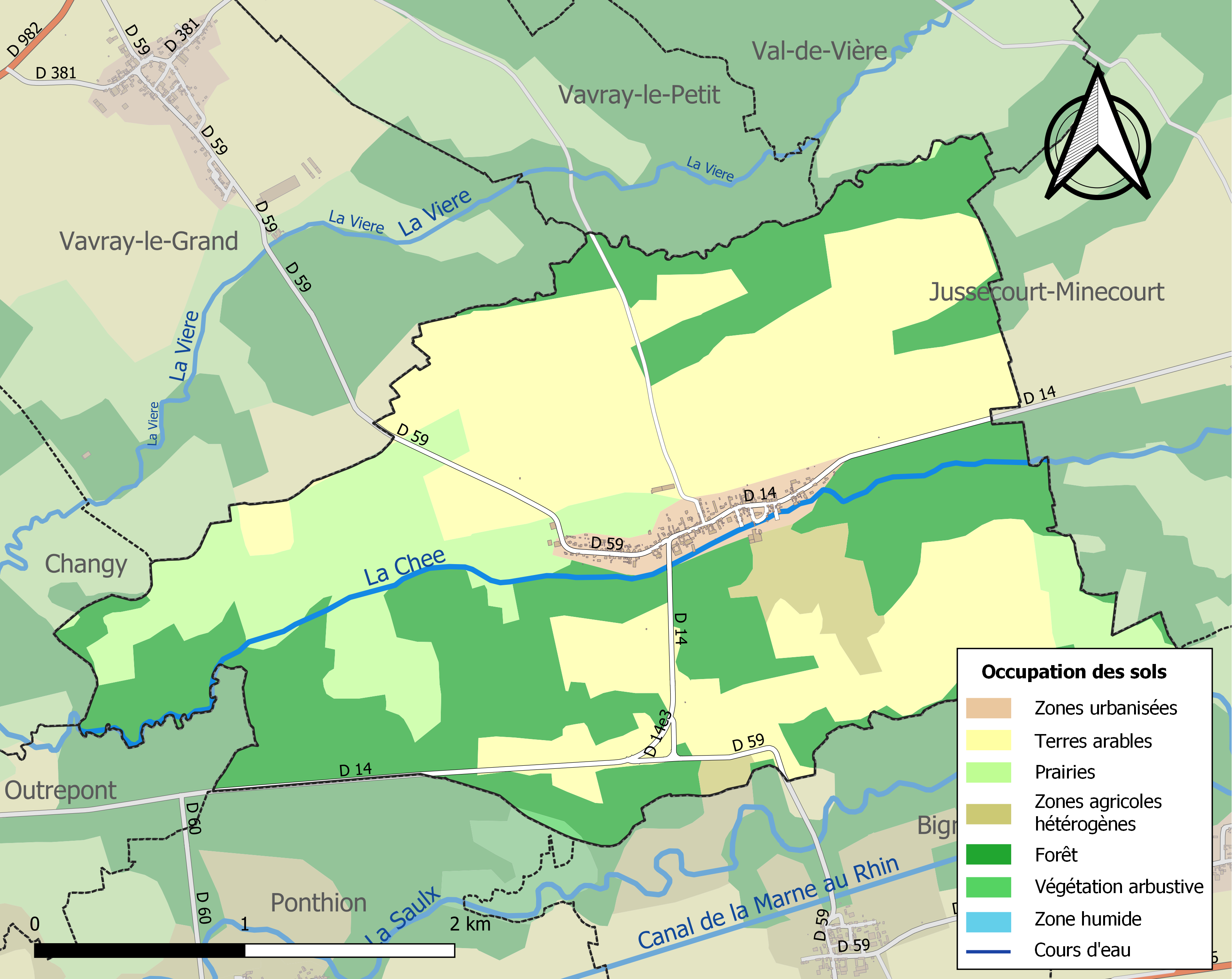
Carte des infrastructures et de l'occupation des sols de la commune en 2018 (CLC).

### Morphologie urbaine
Au centre du territoire communal, Heiltz-l'Évêque prend la forme d'un village-rue, établi autour de la route départementale 14, parallèlement à la Chée.
La commune ne comprend aucun hameau, ni écart. L'ancien village d'Audricourt, partagé entre les communes de Jussécourt et Heiltz-l'Évêque, n'existait déjà plus à la fin du XIXe siècle.

## Toponymie
Le nom de la localité est attesté sous les formes : Hesium Episcopi (1257) ; Heiz l'Évesque (1383) ; Helz l'Evesque (XIVe siècle) ; Heiltz l'Evesque (1443) ; Helesvesque (1459) ; Hez l'Evesque (1464) ; Heix l'Evesque (1509) ; Hezium Episcopi (1542) ; Helvesque (1671) ; Heilevesque (1699) ; Hez-l'Évêque (1728).
| Durant la Révolution, pour suivre le décret de la Convention du 25 vendémiaire an II invitant les communes ayant des noms pouvant rappeler les souvenirs de la royauté, de la féodalité ou des superstitions, à les remplacer par d'autres dénominations, la commune change de nom pour Heiltz-Libre. |

Heiltz, prononcé « el », est présent dans trois communes en Champagne : Heiltz-le-Hutier, Heiltz-le-Maurupt et Heiltz-l'Évêque. Il provient du germanique heisi (heis) au sens de « broussailles ». Heister en ancienne langue allemande signifierait « taillis » ou « bien boisé », il est possible que le même étymon soit à l'origine du mot hallot, nom local du chêne têtard, qui est associé à des toponymes en Normandie et en Picardie, que l’on retrouve notamment aux Hallots (Croixdalle, Seine-Maritime), au Bois du Hallot (Civières, Eure) ou encore à Sous les Hallots (Autheux, Somme).
Le qualificatif l'Évêque ferait référence à l'évêque de Châlons, qui était le collateur de l'église de la paroisse.

## Politique et administration

### Intercommunalité
La commune, antérieurement membre de la Communauté de communes des Trois Rivières, est membre, depuis le 1er janvier 2014, de la communauté de communes Côtes de Champagne et Saulx.
En effet, conformément aux prévisions du schéma départemental de coopération intercommunale (SDCI) de la Marne du 15 décembre 2011, les quatre petites intercommunalités : 

- communauté de communes de Saint-Amand-sur-Fion, 
- communauté de communes des Côtes de Champagne, 
-  communauté de communes des Trois Rivières 
- communauté de communes de Champagne et Saulx 

ont fusionné le 1er janvier 2014, en intégrant la commune isolée de Merlaut, pour former la nouvelle communauté de communes Côtes de Champagne et Saulx.
Dans le cadre des prévisions du nouveau schéma départemental de coopération intercommunale (SDCI) de la Marne du 30 mars 2016, celle-ci fusionne le 1er janvier 2017 avec cinq des sept communes de Saulx et Bruxenelle (Étrepy, Pargny-sur-Saulx, Blesme, Saint-Lumier-la-Populeuse, Sermaize-les-Bains) pour former la nouvelle communauté de communes Côtes de Champagne et Val de Saulx, dont Heiltz-l'Évêque est désormais membre.

### Liste des maires
| Période                                  | Période                      | Identité         | Étiquette | Qualité                         |
| ---------------------------------------- | ---------------------------- | ---------------- | --------- | ------------------------------- |
| Les données manquantes sont à compléter. |                              |                  |           |                                 |
| avant 1988                               | ?                            | Michel Pannelier |           |                                 |
| mars 2001                                | En cours (au 4 juillet 2014) | Michel Nicomette |           | Réélu pour le mandat 2014-2020, |

## Équipements et services publics

### Eau et déchets
Le service public des déchets est assuré par le Syndicat mixte du Sud-Est Marnais (SYMSEM), qui a mis en place une redevance incitative. La collecte des ordures ménagères résiduelles (en bacs noirs pucés ou en sacs rouges prépayés) et des emballages ménagers recyclables (en sacs jaunes) est réalisée en porte à porte. Le SYMSEM adhérant au syndicat de valorisation des ordures ménagères de la Marne (SYVALOM), ces déchets sont amenés en centre de transfert à Sainte-Menehould ou Vitry-en-Perthois, puis valorisés sur le site de La Veuve. La collecte du verre se fait en apport volontaire, avant transformation dans une usine de Reims. Pour les déchets volumineux ou dangereux, le SYMSEM met à disposition de ses habitants une plateforme de déchets verts et gravats, à Saint-Amand-sur-Fion, ainsi que 12 déchèteries, à Arrigny, Courtisols, Givry-en-Argonne, Mairy-sur-Marne, Pargny-sur-Saulx, Pogny, Sainte-Menehould, Thiéblemont-Farémont, Valmy, Vanault-les-Dames, Villers-en-Argonne et Ville-sur-Tourbe.

## Population et société

### Démographie
L'évolution du nombre d'habitants est connue à travers les recensements de la population effectués dans la commune depuis 1793. Pour les communes de moins de 10 000 habitants, une enquête de recensement portant sur toute la population est réalisée tous les cinq ans, les populations de référence des années intermédiaires étant quant à elles estimées par interpolation ou extrapolation. Pour la commune, le premier recensement exhaustif entrant dans le cadre du nouveau dispositif a été réalisé en 2005.

En 2022, la commune comptait 278 habitants, en évolution de −7,95 % par rapport à 2016 (Marne : −1,19 %, France hors Mayotte : +2,11 %).
| 1793 | 1800 | 1806 | 1821 | 1831 | 1836 | 1841 | 1846 | 1851 |
| ---- | ---- | ---- | ---- | ---- | ---- | ---- | ---- | ---- |
| 365  | 381  | 359  | 379  | 397  | 398  | 406  | 416  | 399  |

| 1856 | 1861 | 1866 | 1872 | 1876 | 1881 | 1886 | 1891 | 1896 |
| ---- | ---- | ---- | ---- | ---- | ---- | ---- | ---- | ---- |
| 367  | 361  | 365  | 338  | 334  | 303  | 300  | 292  | 274  |

| 1901 | 1906 | 1911 | 1921 | 1926 | 1931 | 1936 | 1946 | 1954 |
| ---- | ---- | ---- | ---- | ---- | ---- | ---- | ---- | ---- |
| 273  | 269  | 265  | 273  | 240  | 215  | 204  | 230  | 243  |

| 1962 | 1968 | 1975 | 1982 | 1990 | 1999 | 2005 | 2006 | 2010 |
| ---- | ---- | ---- | ---- | ---- | ---- | ---- | ---- | ---- |
| 388  | 477  | 506  | 369  | 301  | 285  | 272  | 272  | 298  |

| 2015 | 2020 | 2022 | - | - | - | - | - | - |
| ---- | ---- | ---- | - | - | - | - | - | - |
| 303  | 281  | 278  | - | - | - | - | - | - |

## Économie
Heiltz-l'Évèque possède une boulangerie-épicerie.

## Culture locale et patrimoine

### Lieux et monuments
- L'église Saint-Maurice de Heiltz-l'Evêque,  Inscrite MH (1934)[35], construite au XIe siècle. Elle est de style champenois rustique.
- Le monument aux victimes de la Première Guerre et de la Seconde Guerre mondiales.

### Héraldique
| Blason de Heiltz-l'Évêque | Blason  | Parti d'azur à une tour d'argent maçonnée de sable, et de gueules à une crosse d'or. |
| Blason de Heiltz-l'Évêque | Détails | Le statut officiel du blason reste à déterminer.                                     |